# Thronum Gratiae

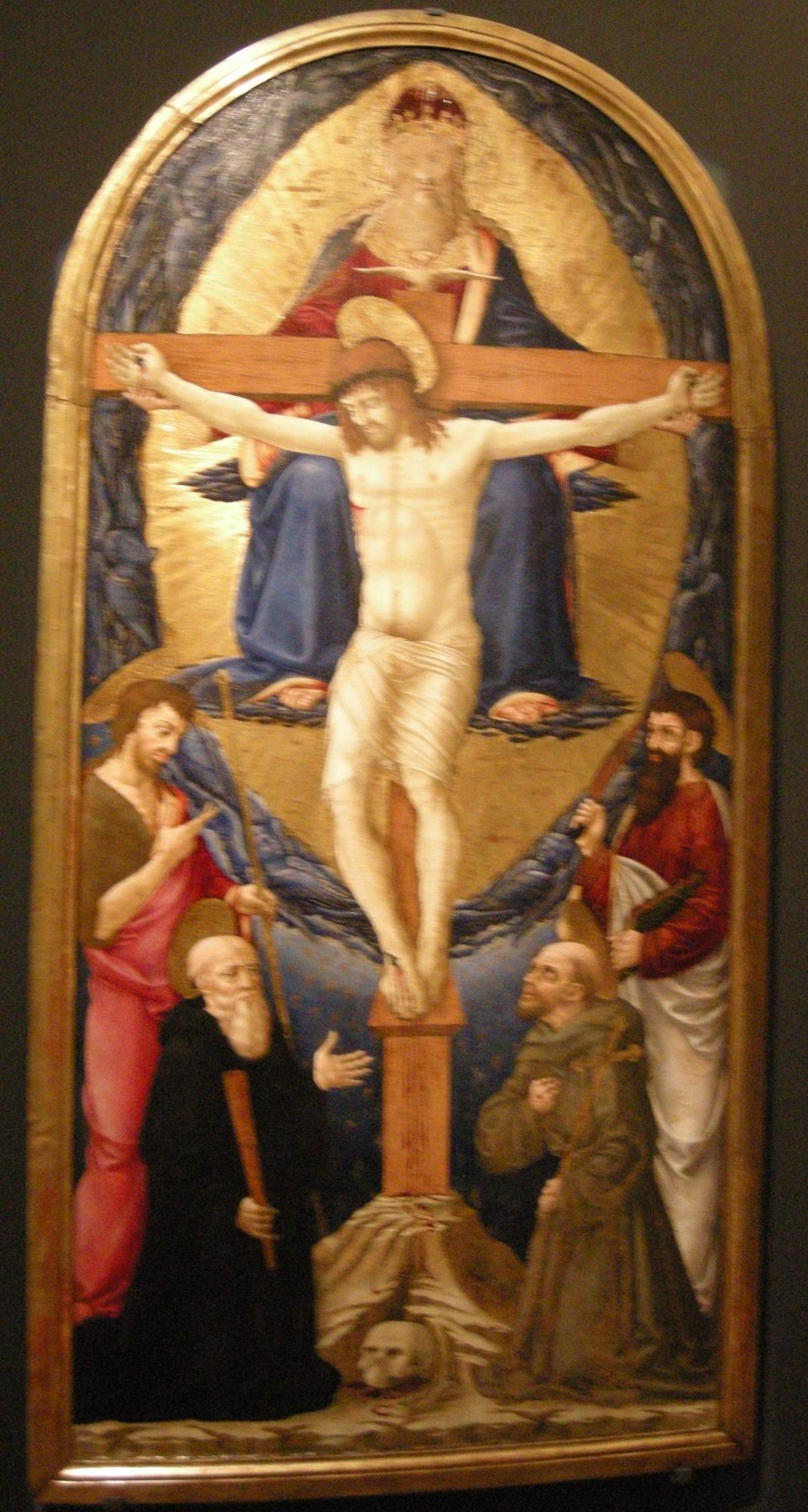
Neri di Bicci, Thronum Gratiae e santi (1461), Museo di Santa Croce, Firenze

Il Thronum Gratiae è un tipo di iconografia cristiana, legata alla rappresentazione della Trinità.
Diffuso soprattutto in epoca medievale, venne superato da nuovi schemi nel Rinascimento, tra cui fu un celebre prototipo la Trinità di Masaccio.
Il Thronum Gratiae mostra tradizionalmente Dio Padre seduto in trono, con le gambe leggermente divaricate, che regge con le mani i bracci della croce di Gesù davanti a sé, mentre sopra di essi (o tra loro) vola la colomba dello Spirito Santo.